# Diócesis de Ijebu-Ode
La diócesis de Ijebu-Ode (en latín: Dioecesis Ijebuodensis y en inglés: Roman Catholic Diocese of Ijebu-Ode) es una circunscripción eclesiástica de la Iglesia católica en Nigeria. Se trata de una diócesis latina, sufragánea de la arquidiócesis de Lagos. Desde el 17 de enero de 2019 su obispo es Francis Obafemi Adesina.

## Territorio y organización
La diócesis tiene 5690 km² y extiende su jurisdicción sobre los fieles católicos de rito latino residentes en la parte centro-oriental del estado de Ogun.
La sede de la diócesis se encuentra en la ciudad de Ijebu Ode, en donde se halla la Catedral de San Sebastián.
En 2021 en la diócesis existían 40 parroquias.

## Historia
La diócesis fue erigida el 29 de mayo de 1969 con la bula Ecclesiarum omnium del papa Pablo VI, obteniendo el territorio de la arquidiócesis de Lagos.

## Estadísticas
Según el Anuario Pontificio 2022 la diócesis tenía a fines de 2021 un total de 81 654 fieles bautizados.
| Año                                                                             | Población            | Población | Población      | Sacerdotes | Sacerdotes    | Sacerdotes    | Bautizados por sacerdote | Diáconos permanentes | Religiosos | Religiosos | Parroquias |
| Año                                                                             | Bautizados católicos | Total     | % de católicos | Total      | Clero secular | Clero regular | Bautizados por sacerdote | Diáconos permanentes | Varones    | Mujeres    | Parroquias |
| ------------------------------------------------------------------------------- | -------------------- | --------- | -------------- | ---------- | ------------- | ------------- | ------------------------ | -------------------- | ---------- | ---------- | ---------- |
| 1970                                                                            | 20 050               | 600 000   | 3.3            | 11         | 3             | 8             | 1822                     |                      | 8          | 9          |            |
| 1980                                                                            | 13 975               | 907 000   | 1.5            | 18         | 4             | 14            | 776                      |                      | 28         | 9          | 7          |
| 1988                                                                            | 32 000               | 1 121 000 | 2.9            | 19         | 6             | 13            | 1684                     |                      | 18         | 8          | 11         |
| 1999                                                                            | 55 042               | 1 740 511 | 3.2            | 38         | 11            | 27            | 1448                     |                      | 28         | 26         | 16         |
| 2000                                                                            | 56 718               | 1 789 245 | 3.2            | 44         | 17            | 27            | 1289                     |                      | 29         | 29         | 18         |
| 2001                                                                            | 58 394               | 1 837 977 | 3.2            | 48         | 21            | 27            | 1216                     |                      | 67         | 34         | 19         |
| 2002                                                                            | 60 730               | 2 111 497 | 2.9            | 65         | 25            | 40            | 934                      |                      | 75         | 47         | 19         |
| 2003                                                                            | 59 108               | 2 639 371 | 2.2            | 65         | 29            | 36            | 909                      |                      | 61         | 48         | 20         |
| 2004                                                                            | 67 383               | 2 290 344 | 2.9            | 63         | 24            | 39            | 1069                     |                      | 61         | 50         | 22         |
| 2006                                                                            | 63 400               | 3 284 000 | 1.9            | 54         | 28            | 26            | 1174                     |                      | 60         | 56         | 23         |
| 2013                                                                            | 72 030               | 1 625 566 | 4.4            | 81         | 52            | 29            | 889                      |                      | 70         | 72         | 26         |
| 2016                                                                            | 75 886               | 1 966 935 | 3.9            | 93         | 55            | 38            | 815                      |                      | 72         | 55         | 32         |
| 2019                                                                            | 80 058               | 2 079 211 | 3.9            | 96         | 54            | 42            | 833                      |                      | 104        | 81         | 38         |
| 2021                                                                            | 81 654               | 2 121 004 | 3.8            | 84         | 47            | 37            | 972                      |                      | 82         | 88         | 40         |
| Fuente: Catholic-Hierarchy, que a su vez toma los datos del Anuario Pontificio. |                      |           |                |            |               |               |                          |                      |            |            |            |

## Episcopologio
- Anthony Saliu Sanusi † (29 de mayo de 1969-14 de agosto de 1990 retirado)
- Albert Ayinde Fasina † (14 de agosto de 1990 por sucesión-17 de enero de 2019 retirado)
- Francis Obafemi Adesina, desde el 17 de enero de 2019